# Limbodessus nambiensis
Limbodessus nambiensis är en skalbaggsart som beskrevs av Watts och William F. Humphreys 2006. Limbodessus nambiensis ingår i släktet Limbodessus och familjen dykare. Inga underarter finns listade i Catalogue of Life.